# أورلاندو سنكلير
أورلاندو سنكلير (بالإسبانية: Orlando Sinclair)‏ هو لاعب كرة قدم كوستاريكي، ولد في 19 أبريل 1998 في Barrio México ‏ في كوستاريكا. لعب مع ديبورتيفو سابريسا.

## وصلات خارجية
- أورلاندو سنكلير على موقع قاعدة بيانات كرة القدم.إي يو (الإنجليزية)
- أورلاندو سنكلير على موقع Soccerway.com (الإنجليزية)